# A Boba Fui Eu
"A Boba Fui Eu" é uma canção da cantora brasileira Ludmilla, com participação do cantor Jão, gravada para o primeiro álbum ao vivo e terceiro álbum de estúdio de Ludmilla Hello Mundo (2019). A faixa foi lançada em 3 de maio de 2019 como segundo single do projeto pela Warner Music Brasil, juntamente com seu videoclipe.

## Desempenho nas paradas musicais
| Tabela musical (2019)        | Melhor posição |
| ---------------------------- | -------------- |
| Brasil (Top 100 Brasil)      | 54             |
| Brasil (Top 10 Pop Nacional) | 2              |